# Офу и Олосега
Офу (англ. Ofu) и Олосега (англ. Olosega) — два острова, преимущественно рассматриваемые как один и расположенные в группе Мануа архипелага Самоа. Являются частью Американского Самоа.

## География

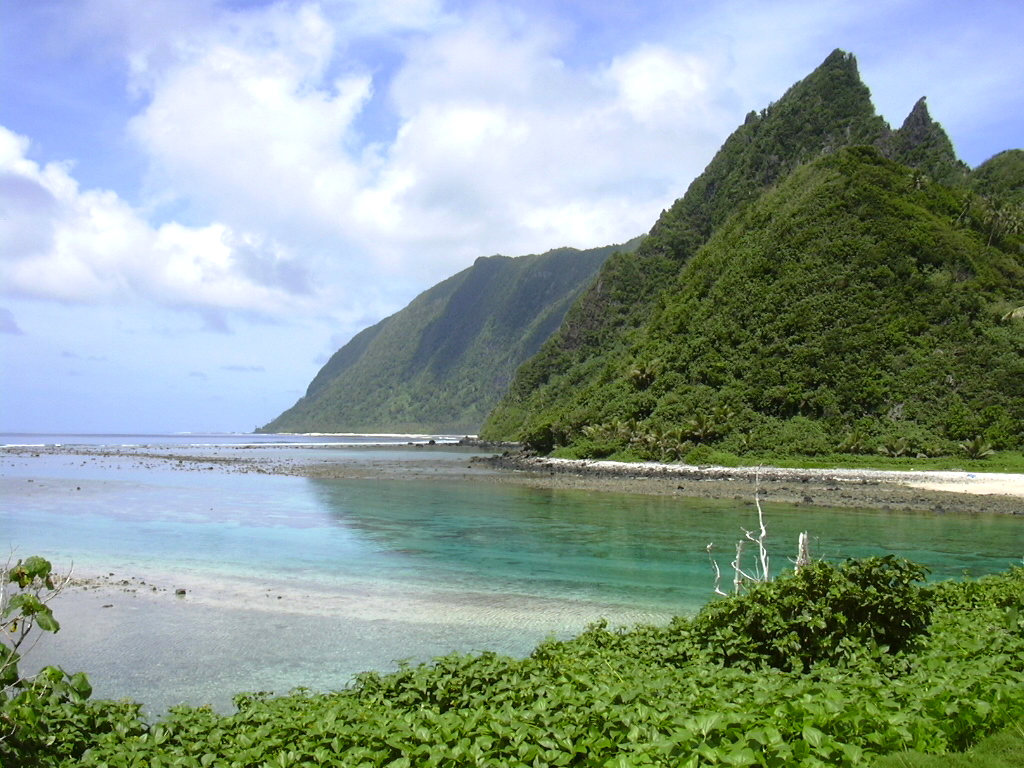
Вид на южный берег острова Офу с острова Олосега.

Острова Офу и Олосега сформировались из двух соединённых друг с другом базальтовых щитовидных вулканов. Острова разделены узким проливом Асага, однако соединены мостом и окружены одним коралловым рифом. Офу расположен в западной его части, Олосега — в восточной. Площадь острова Офу составляет 7,215 км², Олосега — 5,163 км². Высшая точка Офу — гора Тумутуму (491 м), Олосега — гора Пиумафуа (639 м).
Значительная часть южного побережья Офу является частью Национального парка Американского Самоа.

## История
Острова были открыты в 1721 году голландским путешественником Якобом Роггевеном.

## Население
В 2010 году численность населения Офу составляла 176 человек, Олосега — 177 человек. Остров Офу образует район Офу округа Мануа, а остров Олосега — районы Олосега и Сили того же округа.
Главное поселение острова Офу находится на западном побережье. На Офу действует небольшой аэродром, есть бухта. Главные поселения на Олосега — деревни Олосега и Сили.